# خورخي جاكوبسون
خورخي جاكوبسون (بالإسبانية: Jorge Jacobson)‏ هو كاتب ومذيع أخبار وصحفي أرجنتيني، ولد في 25 فبراير 1936 في بوينس آيرس في الأرجنتين، وتوفي بنفس المكان في 31 يوليو 2014 بسبب نوبة قلبية.